# حزب کمونیست آلمان (۱۹۶۸)
حزب کمونیست آلمان در ۱۹۶۸ در آلمان غربی به عنوان جانشینی برای حزب کمونیست سابق که در ۱۹۵۶ ممنوع شده بود تأسیس شد. پس از اتحاد دو آلمان بسیاری از اعضای این حزب آن را ترک کردند و به حزب چپ (در آن هنگام: حزب سوسیالیسم دموکراتیک) پیوستند.
در انتخابات سال ۲۰۰۵ این حزب در ائتلافی انتخاباتی با حزب چپ شرکت کرد.

## منبع و پیوند به بیرون
- documents of the fondation ۱۹۶۸
- Unsere Zeit (UZ): Socialist weekly newspaper